# Batalla del valle Kodori
La batalla del valle Kodori fue una operación militar llevada a cabo por tropas abjasas y rusas en el curso alto del río homónimo, ocupado por Georgia desde 2006 y reclamado por la república separatista de Abjasia como propio desde entonces. Las acciones bélicas se desencadenaron el 10 de agosto de 2008, un día después de que Georgia atacara a la también república separatista de Osetia del Sur. Tras esta acción, que concluyó con una victoria abjaso-rusa, todo el valle de Kodori pasó a poder abjaso.